# Tumba de Karl Marx
La tumba de Karl Marx se encuentra en el cementerio oriental del cementerio de Highgate, al norte de Londres, Inglaterra. Conmemora los lugares de enterramiento de Karl Marx, de su esposa, Jenny von Westphalen, y de otros miembros de su familia. Originalmente enterrados en una parte diferente del cementerio oriental, los cuerpos fueron desenterrados y enterrados nuevamente en su ubicación actual en 1954. La tumba fue diseñada por Laurence Bradshaw y fue inaugurada en 1956, en una ceremonia encabezada por Harry Pollitt, el secretario general del Partido Comunista de Gran Bretaña, que financió el monumento.
La tumba consta de un gran busto de Marx en bronce colocado sobre un pedestal de mármol. El pedestal tiene inscritas citas de las obras de Marx, incluidas, en el frente, las palabras finales del Manifiesto del Partido Comunista, "¡Proletarios de todos los países, uníos!". Desde su construcción, la tumba se ha convertido en un lugar de peregrinación para los seguidores de la teoría marxista. También ha sido un objetivo para los oponentes de Marx, que sufrieron vandalismo y dos ataques con bombas en los años 1970. Es una Monumento clasificado de primer grado, la lista más alta reservada para edificios y estructuras de "interés excepcional".

## Historia

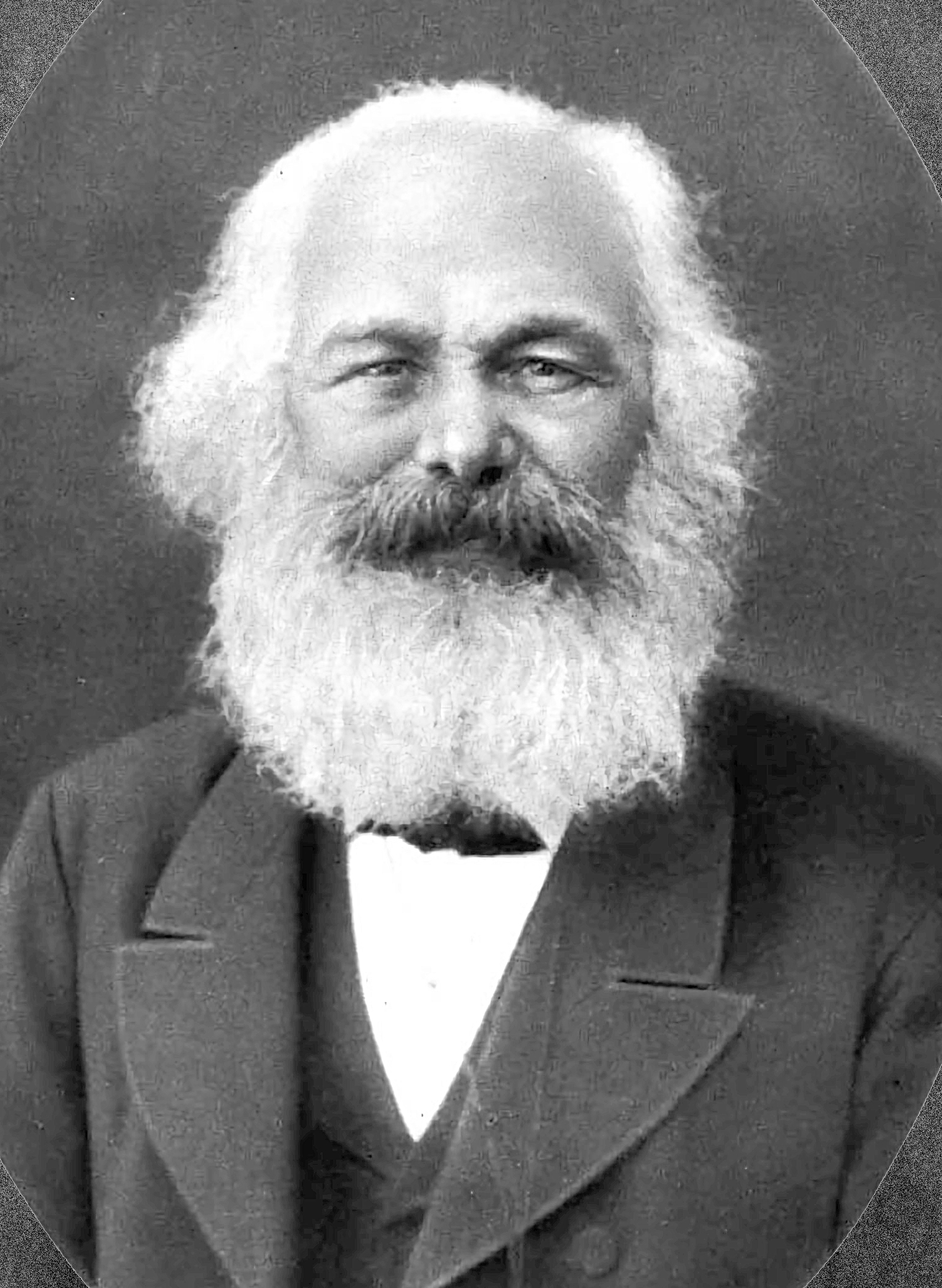
Karl Marx.

Marx se mudó a Londres como exiliado político en junio de 1849. Viviendo originalmente en Soho, se mudó en 1875 a Maitland Park Road, en el área de Belsize Park, al norte de Londres, y este siguió siendo su hogar hasta su muerte en 1883. Durante este período, Marx escribió algunas de sus obras más notables, entre ellas El 18 de brumario de Luis Bonaparte y El capital. Durante su estancia en Londres, Marx vivió en circunstancias económicas difíciles y dependía en gran medida del apoyo de su amigo y colaborador Friedrich Engels. Marx murió la tarde del 14 de marzo de 1883 a causa de una combinación de bronquitis y pleuresía, agravada por un absceso en el pulmón. Fue enterrado el sábado siguiente, en el cementerio de Highgate, en la tumba preparada para su esposa, fallecida dieciocho meses antes. Engels pronunció el panegírico en el funeral.
Al menos trece personas asistieron al funeral. Fueron, además de Engels, Eleanor Marx, Edward Aveling, Paul Lafargue, Charles Longuet, Helene Demuth, Wilhelm Liebknecht, Gottlieb Lemke, Frederich Lessner, Georg Lochner, Sir Ray Lankester, Carl Schorlemmer y Ernest Radford. Un relato de un periódico contemporáneo afirma que entre 25 y 30 familiares y amigos asistieron al funeral. Un escritor en The Graphic señaló que, "Por un extraño error... su muerte no fue anunciada hasta dos días después, y luego como si hubiera tenido lugar en París. Al día siguiente llegó la corrección de París; y cuando sus amigos y seguidores se apresuraron a ir a su casa en Haverstock Hill, para conocer la hora y el lugar del entierro, se enteraron de que ya se encontraba en la fría tierra. Sin este secretismo [sic] y prisa, sin duda se habría celebrado una gran manifestación popular sobre su tumba".
En 1954, el Comité en Memoria de Marx, con el acuerdo de Frederick y Robert-Jean Longuet, bisnietos de Marx, solicitó al Ministerio del Interior una licencia de exhumación que permitiera exhumar los cuerpos de Marx, su esposa, otros miembros de la familia y el ama de llaves de los Marx. Helene Demuth será desenterrada y enterrada nuevamente en un nuevo sitio, a unos 100 metros de las tumbas originales. Los nuevos entierros tuvieron lugar durante la noche del 26 al 27 de noviembre de 1954. Los nuevos entierros fueron los precursores de la construcción de la tumba de Karl Marx, diseñada por Laurence Bradshaw y financiada por el Partido Comunista de Gran Bretaña. La ceremonia de inauguración el 15 de marzo de 1956 estuvo encabezada por el Secretario General del Partido, Harry Pollit.
Desde su construcción, la tumba se ha convertido en un lugar de veneración para los seguidores de Marx, incluidos algunos, como el activista contra el apartheid Yusuf Dadoo y la fundadora del Carnaval de Notting Hill, Claudia Jones, que han sido enterrados cerca.
La tumba es propiedad de Marx Grave Trust. Friends of Highgate Cemetery Trust, propietario del cementerio, cobra una tarifa de entrada al cementerio para cubrir los costos de conservación y conservación; esto ha generado cierta controversia. La tumba de Marx se encuentra entre los sitios más visitados de Highgate y ha sido descrita como "una de las tumbas más reconocibles del mundo".

### Vandalismo
En 1960, se pintaron un par de esvásticas amarillas en la tumba, así como lemas en alemán en apoyo al oficial nazi de las SS Adolf Eichmann, que entonces estaba bajo custodia en Israel. La tumba fue objeto de dos atentados con bombas en los años 1970. La tumba fue pintada con pintura azul en 2011, pero no se produjeron daños duraderos.

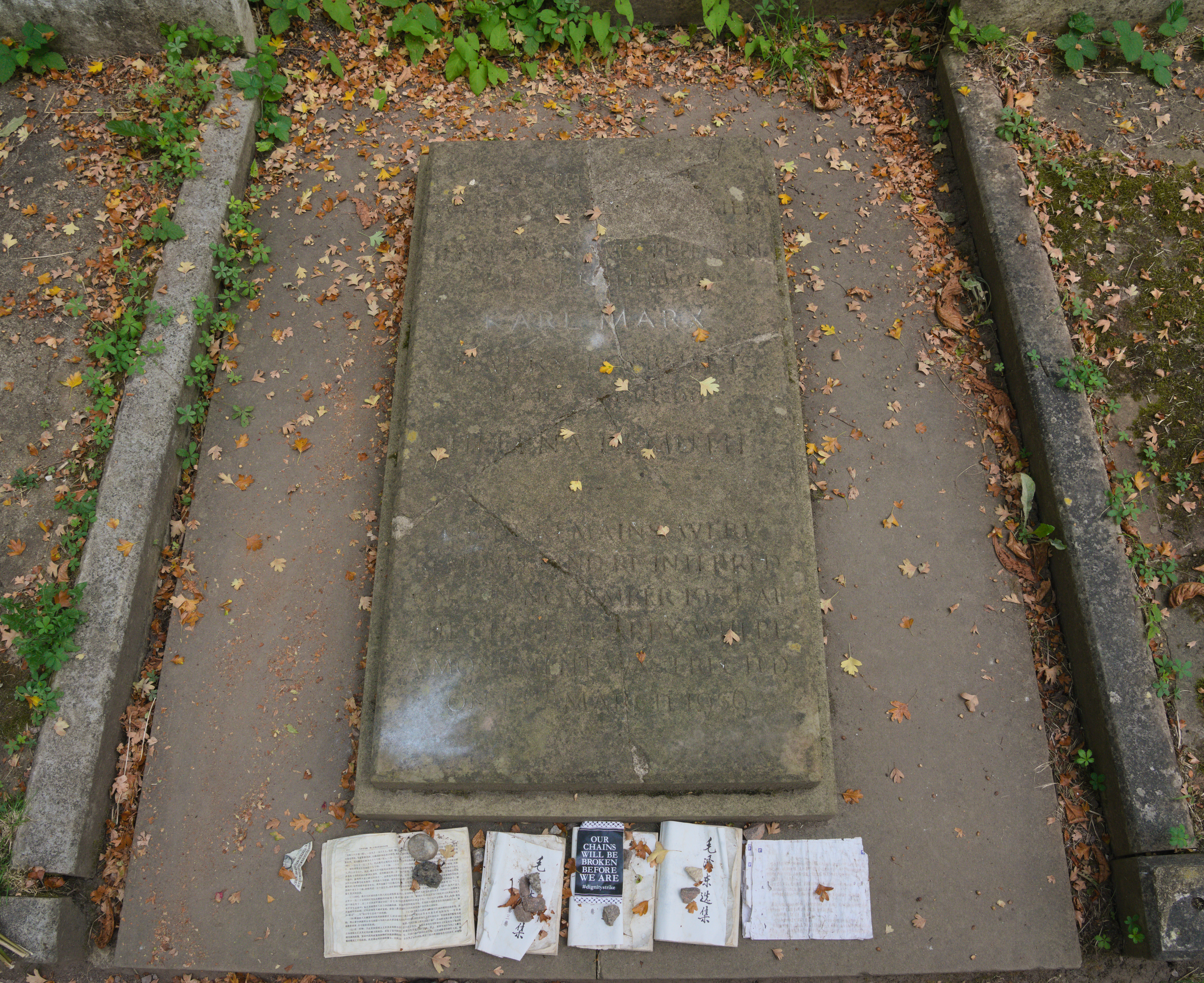
Antigua tumba de Karl Marx en el cementerio de Highgate.

En febrero de 2019, se descubrió que la placa de mármol de la tumba original resultó dañada en un ataque "aparentemente con un martillo". Unos días más tarde, el monumento fue objeto de nuevo vandalismo: el atacante pintó en él las palabras "doctrina del odio" y "arquitecto del genocidio" con pintura roja. Como resultado, Marx Grave Trust decidió instalar videovigilancia las 24 horas alrededor de la tumba para disuadir más vandalismo.

## Arquitectura y descripción

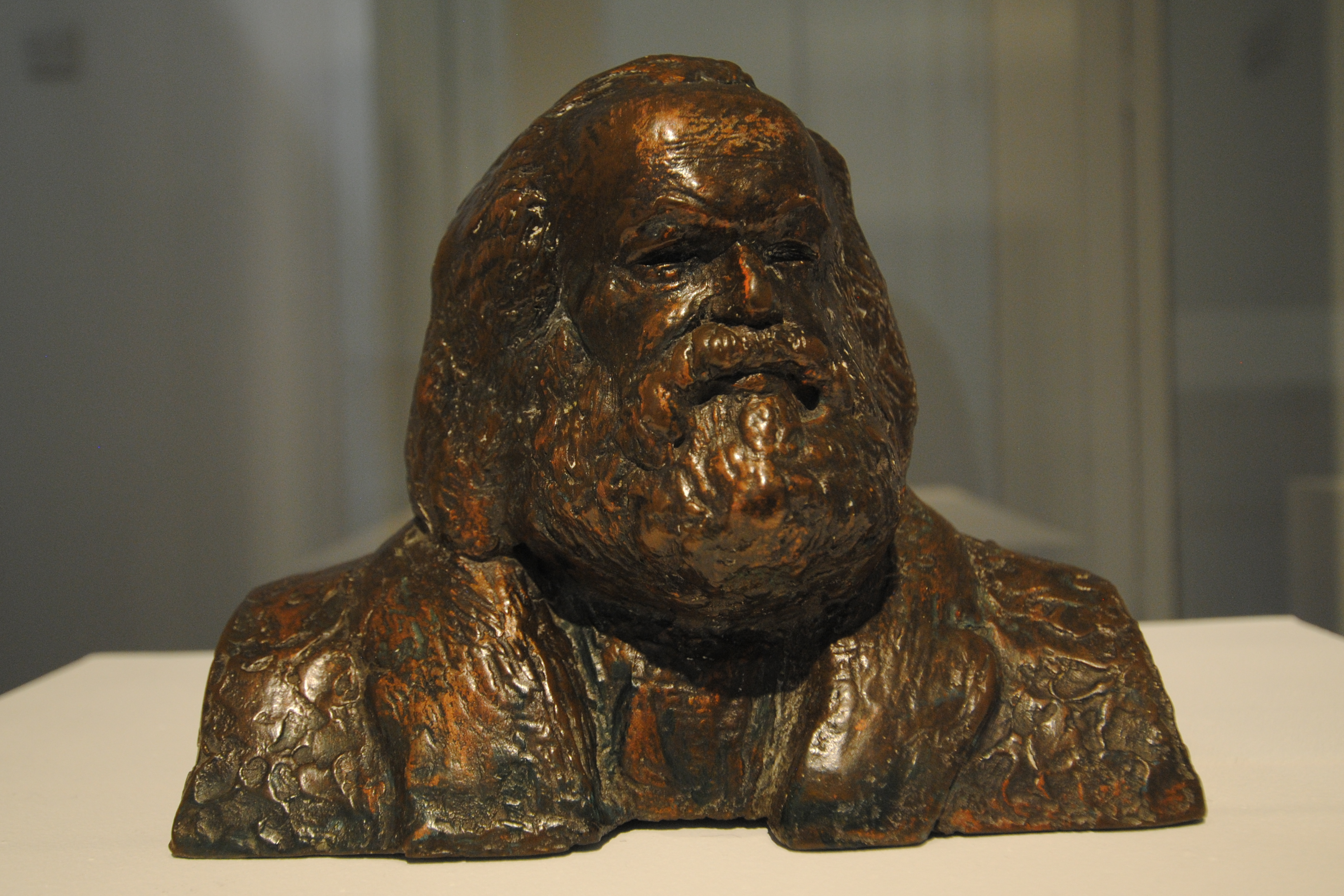
Maquette

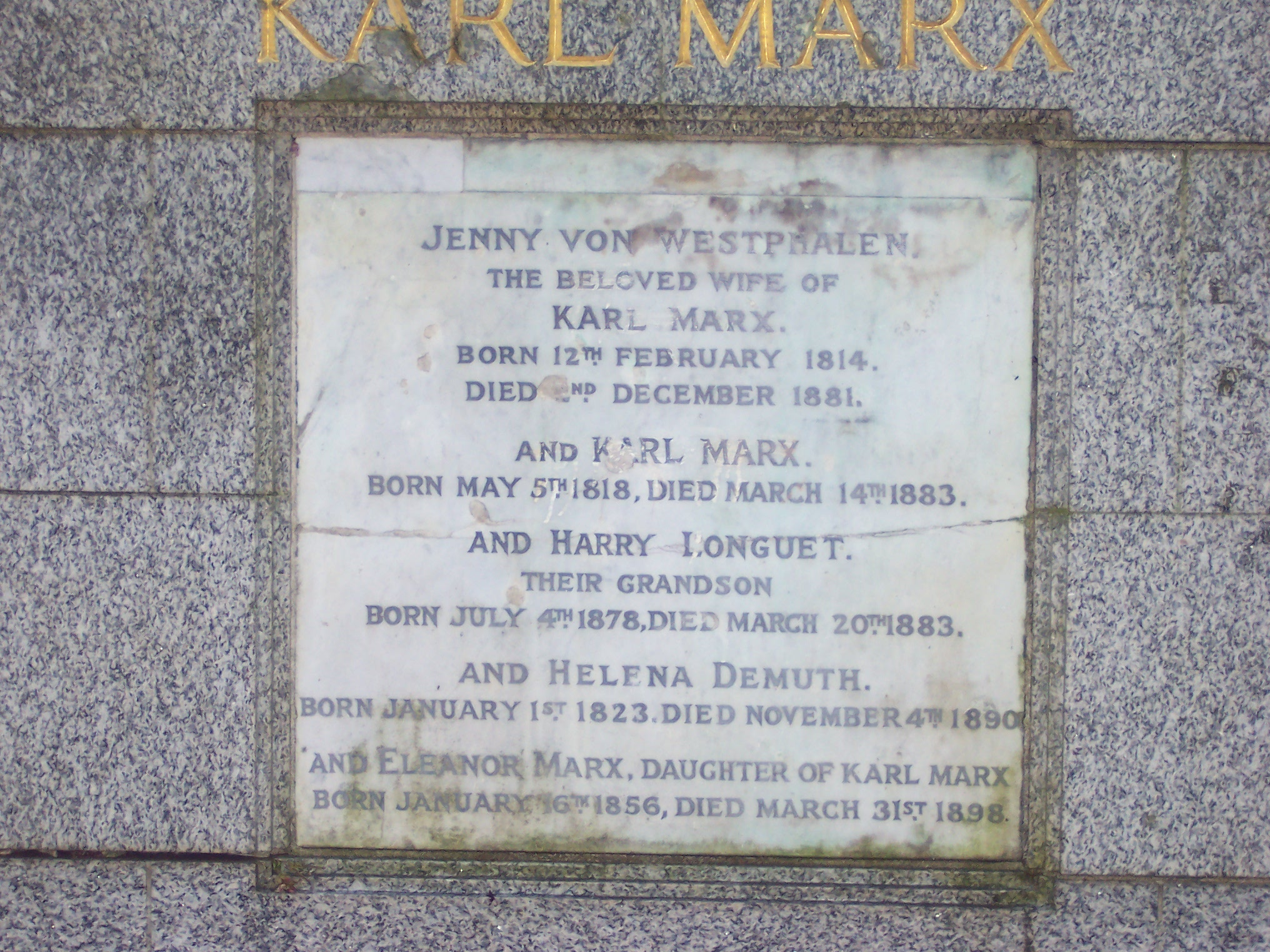
La tumba de Karl Marx: vista detallada del panel central que formaba la lápida original.

La tumba fue diseñada por Laurence Bradshaw, artista, escultor y miembro del Partido Comunista desde la década de 1930. Al obtener el encargo, Bradshaw escribió que el desafío era crear "no sólo un monumento a un hombre, sino a una gran mente y un gran filósofo". La tumba comprende un gran busto de bronce de la cabeza y los hombros de Marx, colocado sobre un pedestal de mármol.
Bradshaw fue responsable de todo el diseño, incluida la elección de los textos inscritos y su caligrafía. Los textos que aparecen en la portada del monumento son las palabras finales del Manifiesto del Partido Comunista, "¡Proletarios de todos los países, uníos!", y las que concluyen las Tesis sobre Feuerbach: "Los filósofos no han hecho más que interpretar de diversos modo el mundo, pero de lo que se trata es de transformarlo". Cada uno de los lados del monumento tiene tres asas salientes, las dos superiores de las cuales sostienen coronas esculpidas. Un panel central registra las fechas de nacimiento y muerte de Marx, de su esposa, de su hija Eleanor, de su nieto Harry Longuet y de su ama de llaves Helene Demuth.
Pevsner, que afirma que el pedestal está construido "de granito", describe la cabeza como "colosal". Bradshaw escribió que quería que el busto transmitiera la "fuerza dinámica del intelecto [de Marx]" y que apareciera a la altura de los ojos en lugar de "elevarse sobre la gente". El escritor de arquitectura Clive Aslet considera que la tumba es "abrumadora" y "el monumento menos agradable desde el punto de vista estético" del cementerio de Highgate. La tumba fue incluida en la lista de Historic England en 1974, y su designación se elevó al grado más alto, Grado I, en 1999.